# 科萬基夫卡
49°40′46″N 34°40′29″E / 49.67944°N 34.67472°E
科萬基夫卡（烏克蘭語：Кованьківка），是烏克蘭的村落，位於該國中部波爾塔瓦州，由波爾塔瓦區負責管轄，處於斯溫基夫卡河畔，距離扎巴里亞尼1公里，海拔高度89米，2001年人口140。